# Армения ТВ
«Армения ТВ» (арм. Արմենիա հեռուստաընկերություն) — один из лидирующих армянских телеканалов. 
На конец первого полугодия 2020 года канал «Армения ТВ» имел самый высокий рейтинг в Армении в категориях новостных программ, художественных фильмов, телесериалов, юмористических и музыкальных программ. «Армения ТВ» стал первым каналом в Армении, перешедшим на Full HD-вещание в 2012 году.

## История
Телеканал был основан в 1998 году и впервые вышел в эфир 13 января 1999 года, сразу начав вещание в 24-часовом режиме. Учредителями были Джерард Гафесчян и Баграт Саркисян.
После соответствующего технического оснащения в 2012 году впервые в Армении была проведена первая тестовая трансляция в качестве Full HD, после чего в 2013 году Full HD-вещание официально было запущено.
С 2019 года обладателем 100% акций канала является российский продюсер и бизнесмен Артур Джанибекян — основатель Comedy Club Production и генеральный директор субхолдинга «Газпром-медиа Развлекательное телевидение».
В 2016 году телеканал «Армения ТВ» выпустил первый армянский телесериал в 4K-качестве «Древние цари». В ноябре 2019 года было объявлено, что в ближайшее время «Армения ТВ» первым на армянском рынке начнёт трансляцию в 4K-качестве.
В список программ телеканала «Армения ТВ» входят телешоу, телесериалы, ситкомы, новостные программы, художественные фильмы армянского и иностранного производства.

## Ведущий состав
Список актёров, журналистов и прочих деятелей, в разные годы принимавшие участие в проектах, и работающие в составе «Армения ТВ»:
- Назени Ованисян
- Мкртыч Арзуманян
- Айк Марутян
- Армен Петросян
- Ованнес Азоян
- Сос Джанибекян
- Хорен Левонян
- Софи Мхеян
- Диана Григорян
- Нарине Султанян
- Сюзи Шахбазян
- Ваче Товмасян
- Григор Даниелян
- Гор Акопян
- Мигран Царукян
- Арпи Габриелян
- Ваге Газарян
- Эрна Элизбарян
- Сона Торосян
- Лили Овер
- Эдуард Калантарян
- Диана Маленко
- Артак Варданян
- Сима Багдасарян
- Лусине Товмасян
- Аво Халатян
- Сатеник Хазарян, и др.
- Шушанна Товмасян

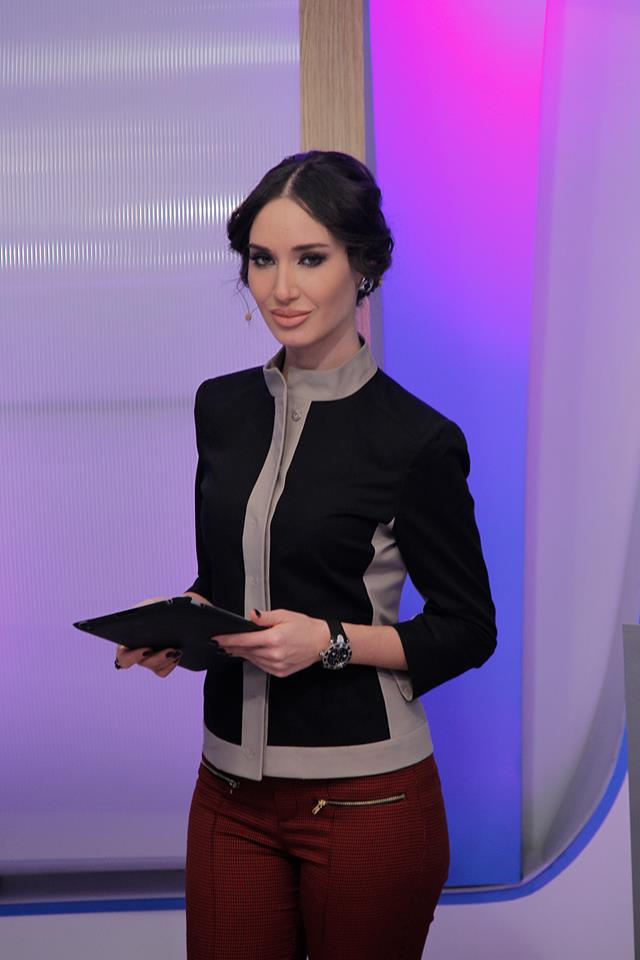
Назени Ованнисян
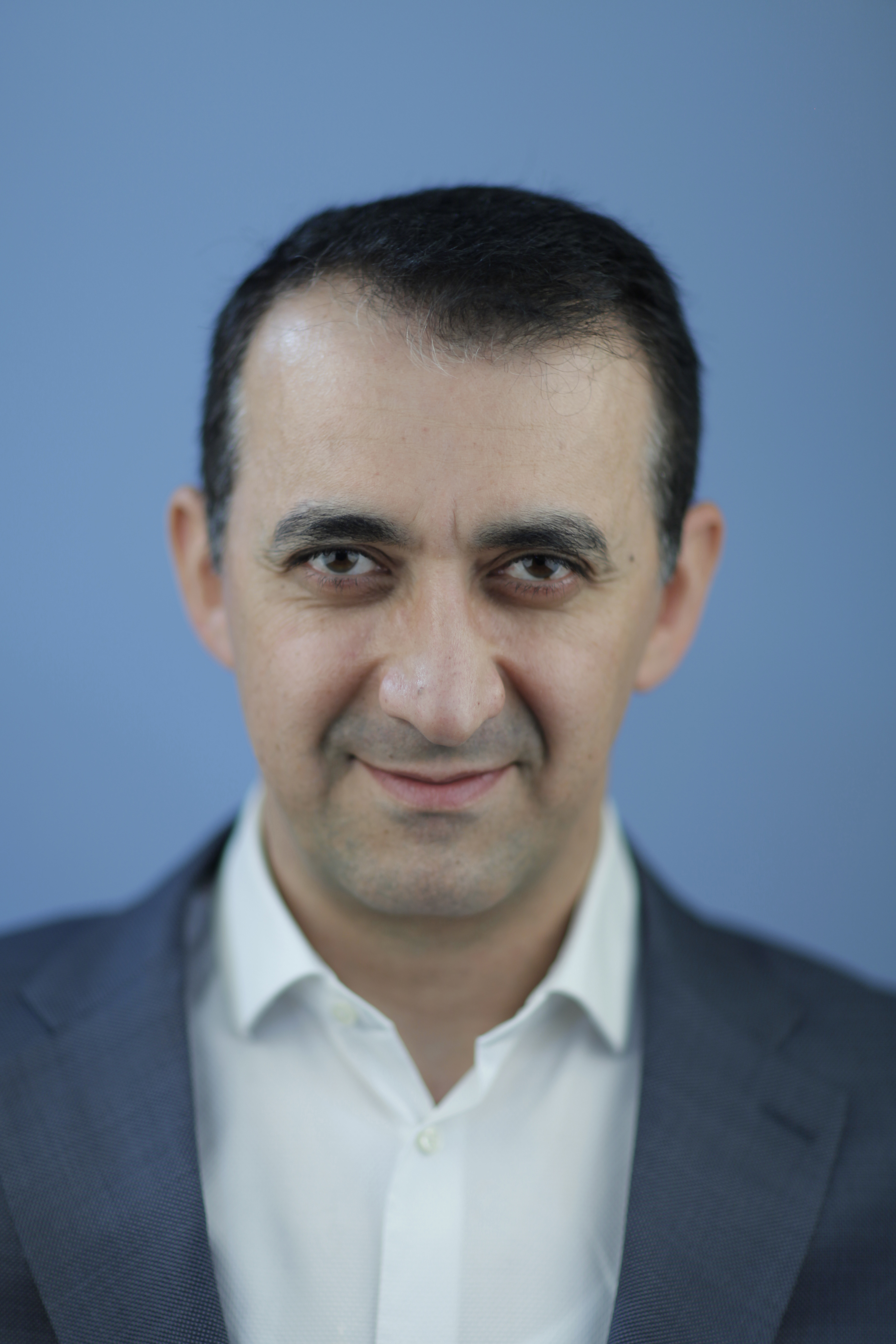
Мкртыч Арзуманян
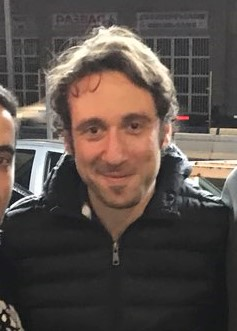
Айк Марутян
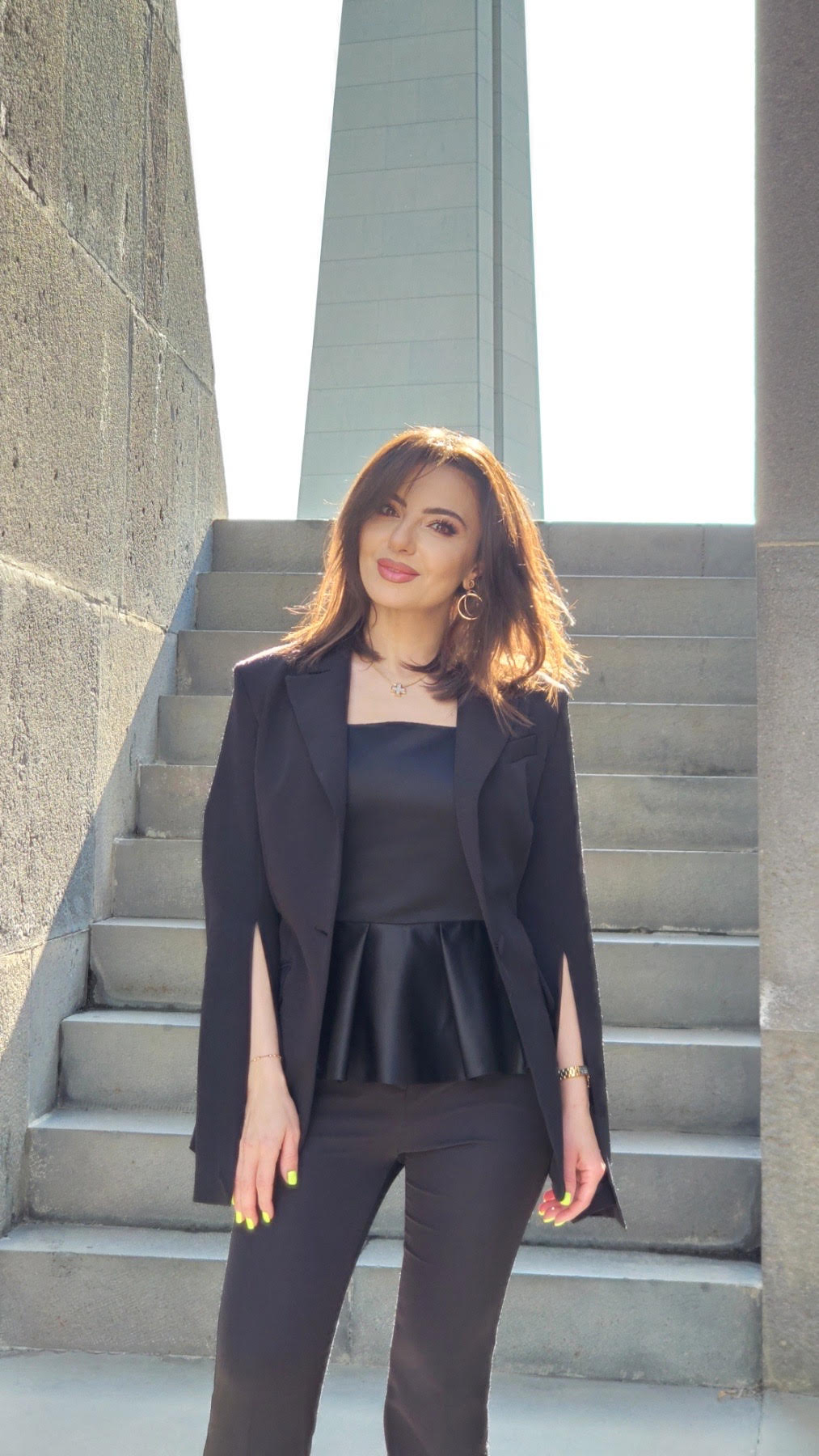
Диана Григорян
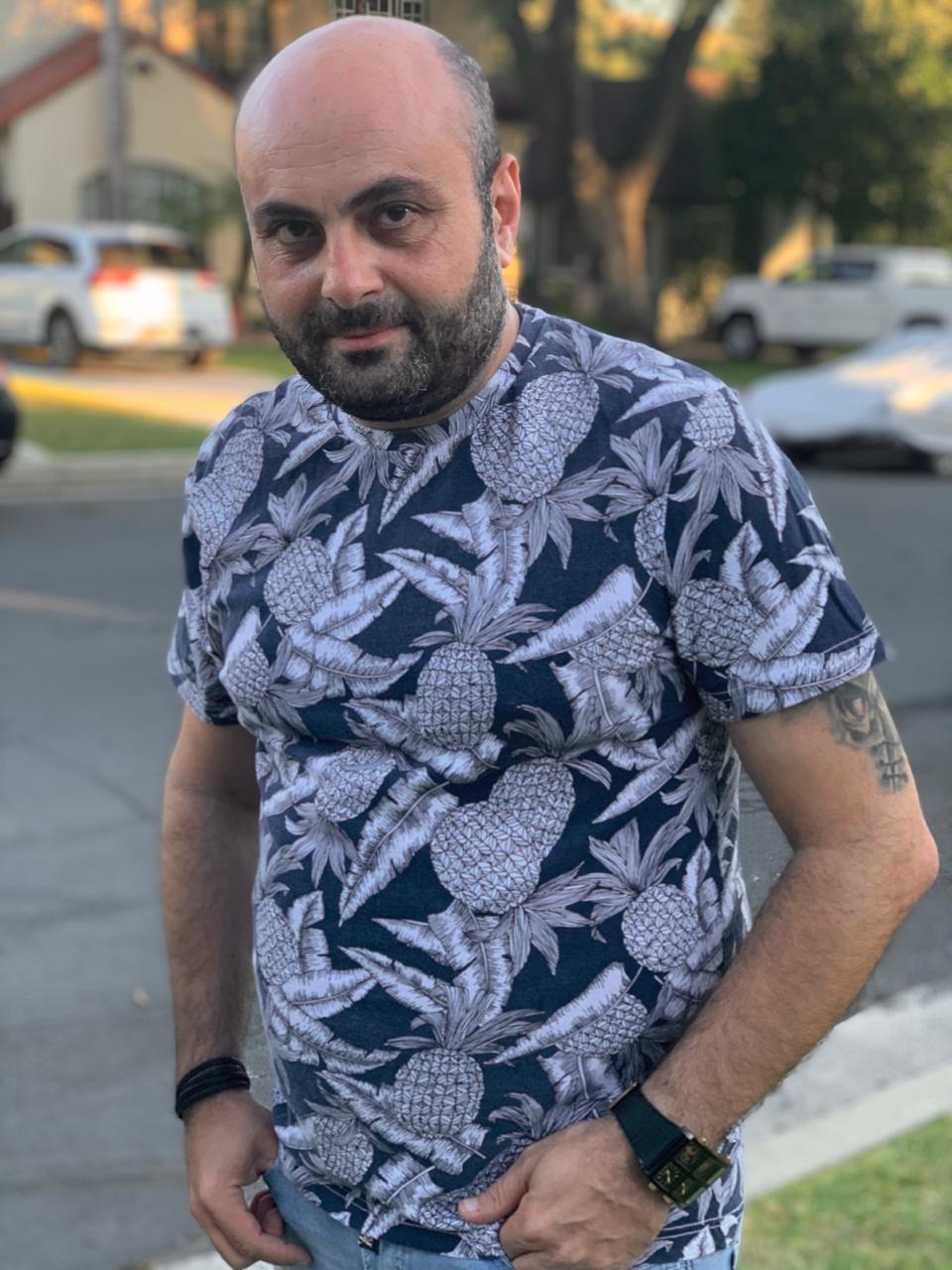
Армен Петросян
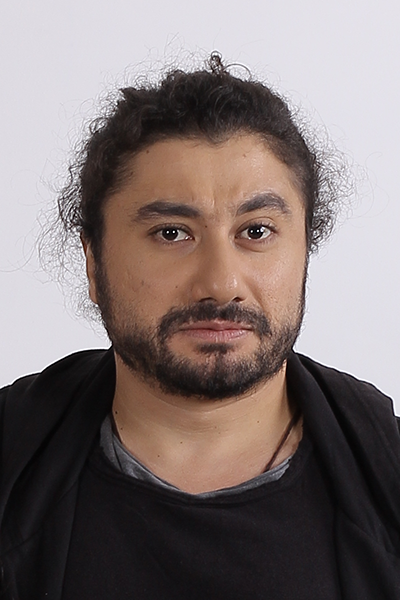
Ованнес Азоян
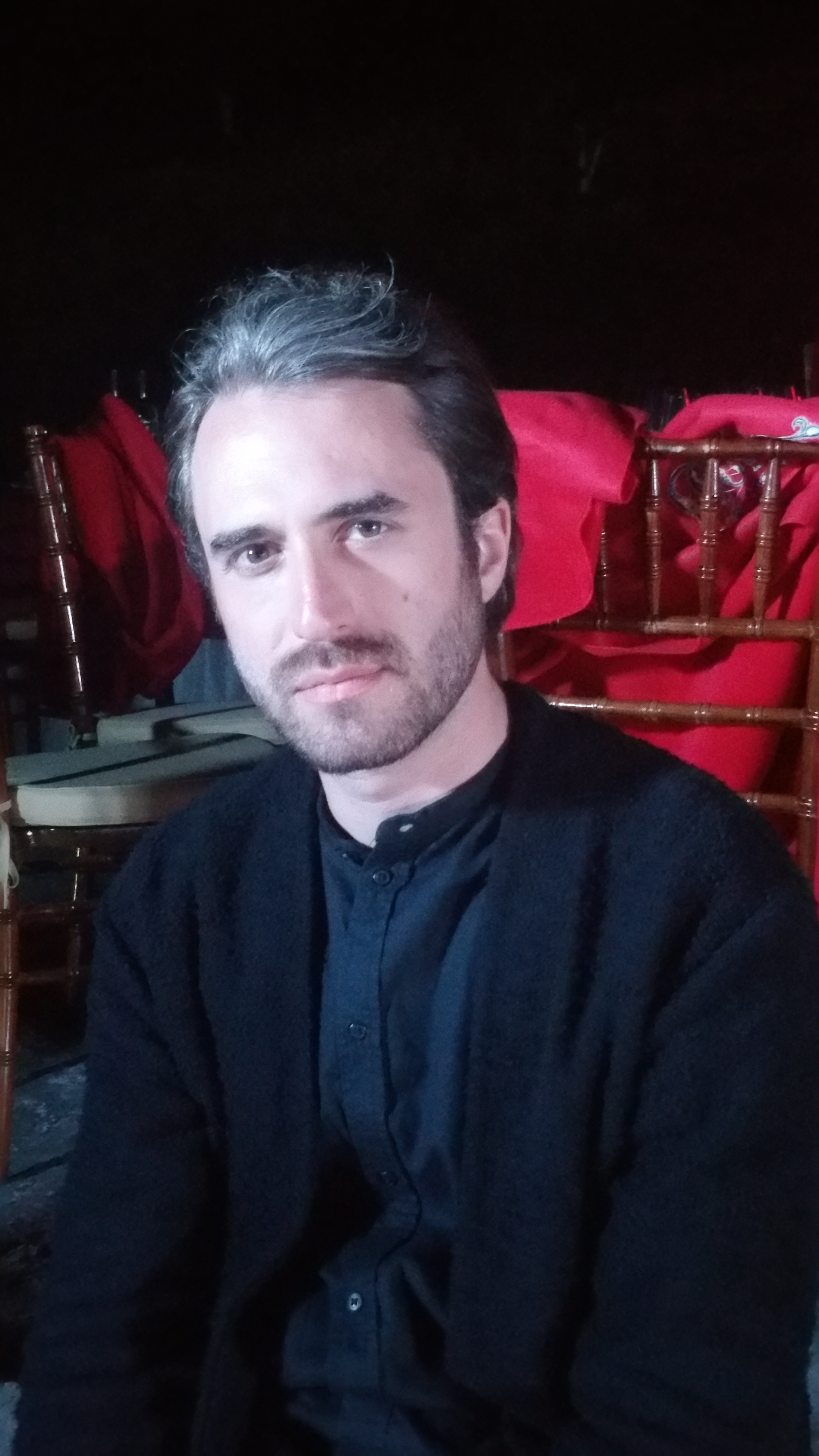
Сос Джанибекян
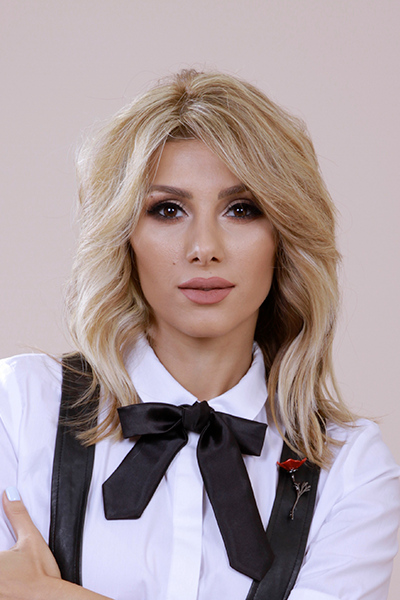
Софи Мхеян
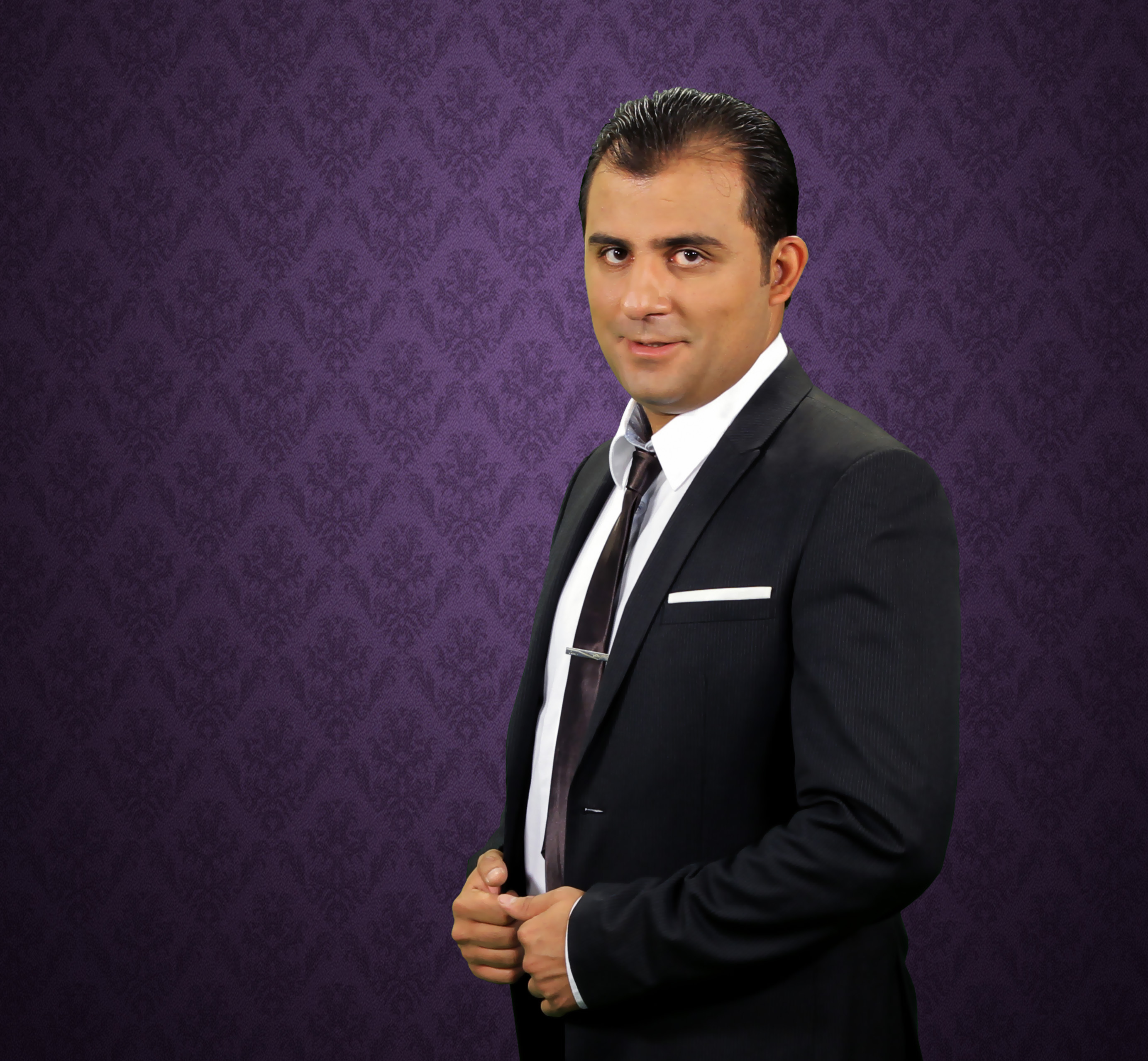
Григор Даниелян
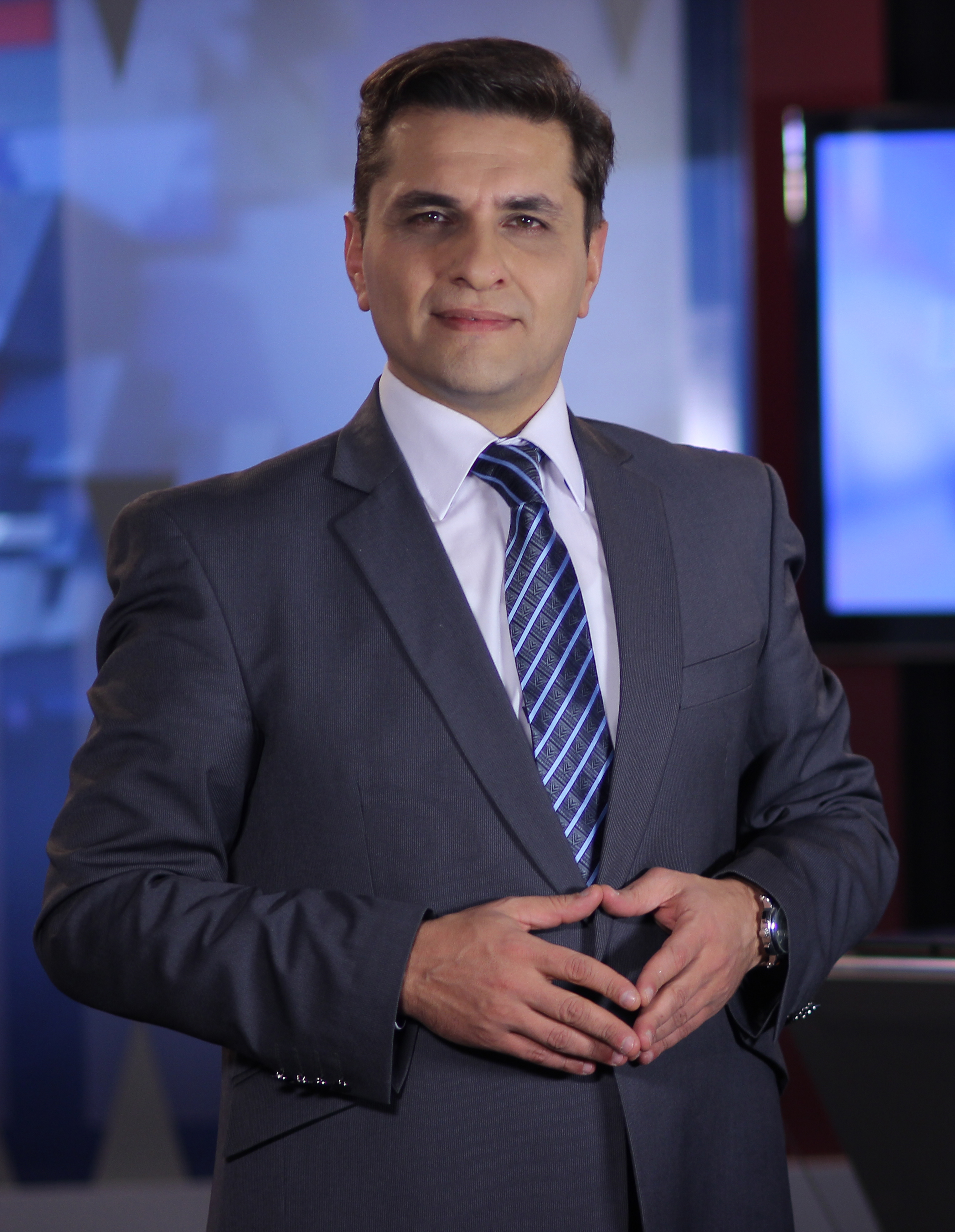
Ваге Газарян
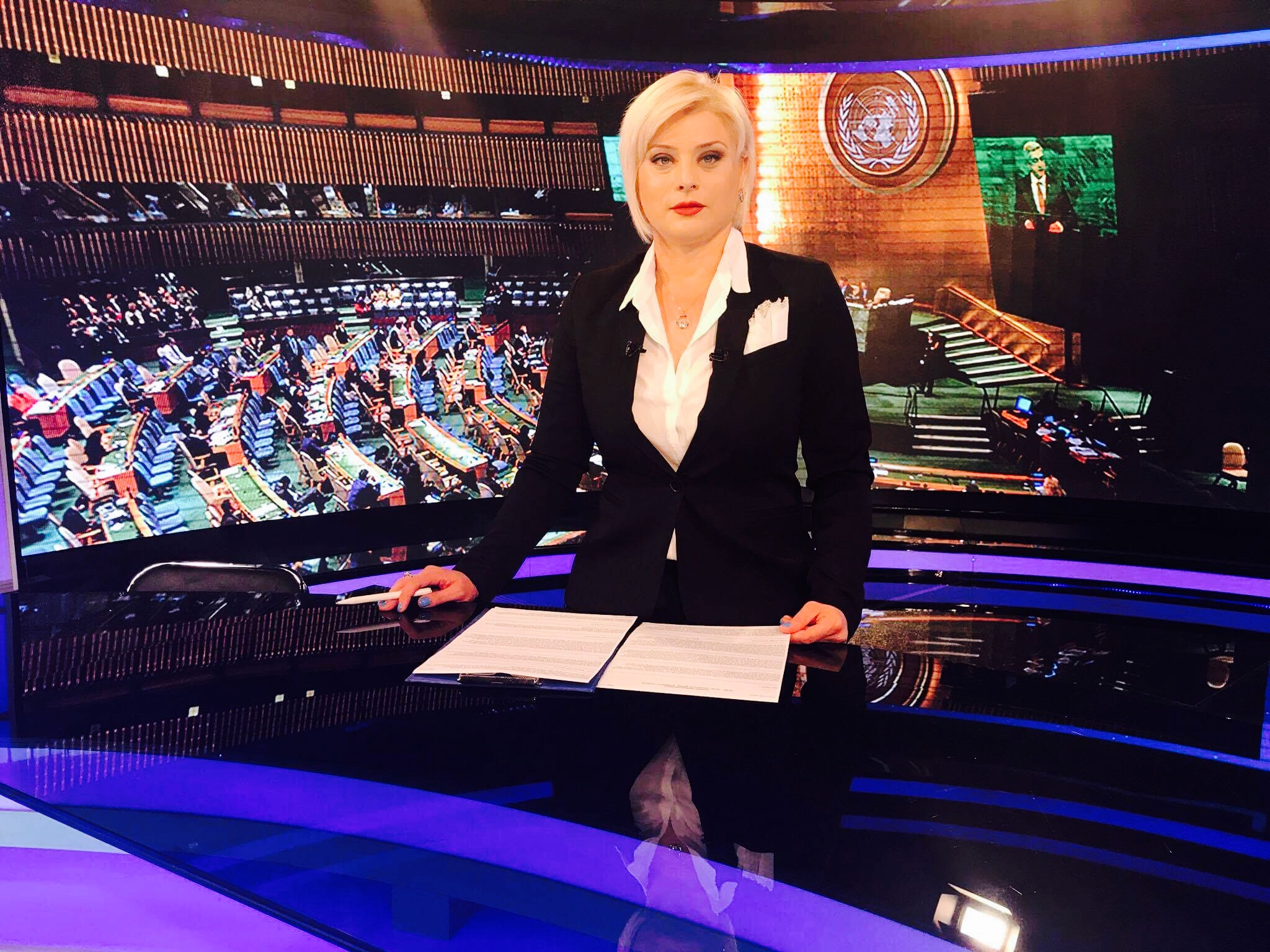
Эрна Элизбарян

## Международные проекты
С 2012 года по 2021 год «Армения ТВ» владела эксклюзивными правами трансляции игр Лиги чемпионов УЕФА, Лиги Наций УЕФА и отборочных игр сборной Армении в чемпионате мира по футболу. В 2019 году было объявлено, что телеканал «Армения ТВ» приобрёл права на трансляцию всех игр в Евро 2020.
В список компаний, с которыми сотрудничал канал «Армения ТВ», входят Walt Disney, Universal, 20th Century Fox, Warner Brothers, Sony, Talpa, Endemol, GloboTV и другие. «Армения ТВ» первым на армянском рынке реализовал международные проекты, такие как «Голос», «Самый умный», «Что? Где? Когда?», «Deal or no Deal», «Форт Боярд» и ряд других.

## Телесемейство «Армения Премиум»
С 14 сентября 2015 года «Армения ТВ» и компания Ucom запустили 6 кабельных телеканалов Армения ТВ. Каналы стали доступны пользователям Ucom, не содержат рекламы, транслируют телесериалы на день раньше основного канала, также сетка содержит фильмы, снятые специально для «Армения Премиум».
| Логотип | Название   | Описание |
| ------- | ---------- | --- |
|         | Премиум    | Телеканал «Армения Премиум». Транслируются передачи с «Армения ТВ» и эксклюзвные фильмы, сериалы и ситкомы. |
|         | «Ай кино»  | Канал армянского кино из фонда Армянского киноцентра.                                                       |
|         | «Джан ТВ»  | Армянский музыкальный канал.                                                                                |
|         | «Камеди»   | Юмористический телеканал, включающий передачи, сериалы, скетчи, комедийные выступления, и др.               |
|         | «Синеман»  | Телеканал художественного кино иностранного производства.                                                   |
|         | «Тунтуник» | Телеканал для детей.                                                                                        |